# Лаврентий (архимандрит Московского Златоустовского монастыря)
Лаврентий (ум. 1758) — архимандрит Московского Златоустовского монастыря Русской православной церкви.

## Биография
О его мирской жизни сведений не сохранилось. В сане иеромонаха был духовником Екатерины Иоанновны, герцогини Мекленбург-Шверинской.
21 февраля 1734 года отец Лаврентий был определен настоятелем Златоустовского монастыря в Москве с возведением в сан архимандрита. 

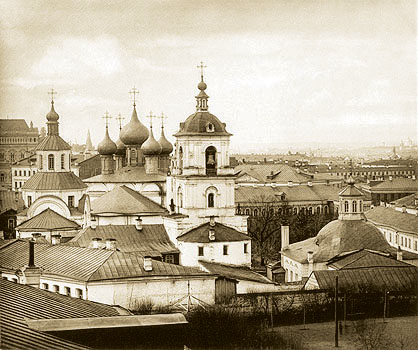
Златоустовский монастырь
(полность уничтожен большевиками)

Архимандрит Лаврентий много потрудился по возобновлению монастыря, сильно пострадавшего после пожара 29 мая 1737 года, который опустошил большую часть города Москвы. На возобновление монастыря Императрица Анна Иоанновна пожаловала в 1738 году 1050 рублей, а в 1742 году монастырь посетила императрица Елизавета Петровна и пожаловала 2000 рублей на постройку новой каменной церкви. Церковь освящена была в том же году. 
В 1756 году Лаврентий испрашивал 1500 рублей на окончание работ по возобновлению монастыря; архитектор, осматривавший постройки по поручению синодальной канцелярии, нашел, что сумма потребуется в 3000 рублей; тогда синодальная канцелярия решила: «хотя из Златоустова монастыря не бывает платежа денег, но по вниманию к отлично-усердной службе настоятеля Лаврентия, который уже довольно обновил и украсил эту обитель и ревностно печется о ней, дать ему на постройку церкви и прочих зданий 1500 руб., какую сумму он и просил сначала, а касательно остальных денег предложить ему, яко всеприлежному в созидании той обители святой рачителю, искусными и благопристойными мерами искать себе вспомоществования от доброхотных и благочестивых дателей». 
С 1751 года отец Лаврентий был надзирателем за благочинными священниками «Китайского сорока», в Москве и состоял членом следственной комиссии о раскольниках.
Архимандрит Лаврентий скончался 30 декабря 1758 года.